# Gastão de Foix, Visconde de Narbona
Gastão de Foix, Visconde de Narbona, foi um famoso comandante militar francês da Renascença. Sobrinho do rei Luís XII da França e general de seus exércitos na Itália de 1511 a 1512, ele é conhecido por seus feitos militares absolutamente notáveis em uma carreira que não durou mais do que alguns meses. O jovem general é considerado um comandante estelar bem à frente de seu tempo. Adepto de marchas forçadas, bem como de ofensivas repentinas e ousadas que desestabilizaram exércitos e comandantes contemporâneos, De Foix é mais lembrado por sua brilhante campanha de seis meses contra a Liga Sagrada na Guerra da Liga de Cambrai. Ele encontrou o seu fim no referido conflito, aos 21 anos, durante a Batalha de Ravena (1512), o último de seus triunfos.
Nasceu em Mazères, concelho de Foix, sendo o segundo filho mas único filho de João de Foix, Visconde de Narbona e Maria d'Orléans. Sua irmã mais velha era Germaine de Foix, rainha consorte de Aragão como segunda esposa de Fernando II.
Seus avós paternos foram Gastão IV de Foix-Grailly e a rainha Eleanor de Navarra. Seus avós maternos foram Carlos, Duque de Orléans e Maria de Cleves. Seu único tio materno foi Luís XII da França.

## Vida
Em 1511, Gaston chegou à Itália como um novo comandante aos 21 anos de idade. Sua presença e energia mudaram o conflito para níveis muito mais elevados de atividade.
As forças francesas capturaram Bolonha em 13 de maio de 1511 e estavam sob cerco de um exército papal-espanhol combinado comandado por Ramón de Cardona, o vice-rei de Nápoles. Gastão marchou com seu exército para Bolonha e dispersou os exércitos da Santa Liga que se retirou para Ravena.
Em outubro de 1511, o Papa Júlio II formou a Santa Liga com Fernando II de Aragão e Veneza. Seu objetivo declarado era recuperar as terras tomadas do papado, o que significava expulsar os franceses da Itália. Assim, Gastão agora enfrentava uma invasão dos suíços do norte, dos papais aragoneses do sul e de Veneza do leste. Os suíços tomaram Bellinzona em dezembro de 1511, mas Gaston se absteve de atacá-los, temendo que, se ele deixasse Milão, o povo se rebelaria pelas suas costas. Em vez disso, ele reforçou Bolonha, que estava sob ataque renovado do exército de Júlio II. Os suíços, incapazes de tirar Gaston para fora, recuaram quando o inverno começou. Em fevereiro de 1512, Gaston deixou Milão para substituir Brescia sob ataque de Veneza e derrotá-los. Diz-se que quando Júlio II soube da derrota, arrancou a barba,
A força de Gaston marchou com seu exército para o sul através da neve para chegar a Ravena inesperadamente e ameaçou sitiá-la. Cardona em Imola agora acampava seu exército em terreno pantanoso antes de Ravena. Gaston tinha cerca de 23 000 soldados, 8 500 dos quais eram landknechte alemães e 54 peças de artilharia. Cardona tinha cerca de 16 000 soldados e 30 peças de artilharia; a guarnição de Ravena podia contar com cerca de 5 000 homens. Gaston enviou um convite formal para a batalha a Cardona, que prontamente aceitou.

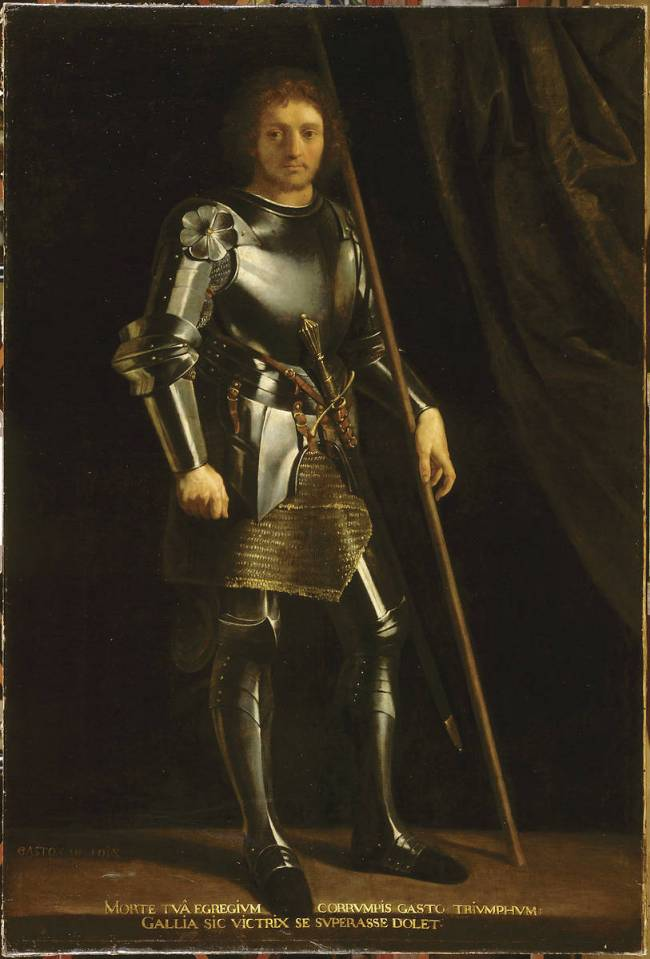
Gastão numa descrição muito posterior

A decisiva Batalha de Ravena foi travada em 11 de abril de 1512. Os espanhóis estavam de costas para o rio Ronco e mantiveram uma frente relativamente segura graças às fortes trincheiras e obstáculos preparados pelo famoso engenheiro Pedro Navarro. Gaston deixou 2 000 homens para vigiar Ravena e moveu o resto de sua força contra Cardona. O exército francês cruzou o riacho entre Ravena e o acampamento espanhol sem interferência, formou um semicírculo ao redor das entrincheiradas inimigas e começou a atirar dos flancos para a posição espanhola. O bombardeio pesado não incomodou a bem protegida infantaria espanhola, mas a cavalaria não aguentou mais e atacou os franceses sem ordens. Essas cargas foram facilmente rechaçadas e os franceses contra-atacaram. Uma luta sangrenta de uma hora se seguiu entre os landknechts e os espanhóis nas trincheiras. Nesse momento, dois canhões que Gastão mandou atrás das linhas espanholas abriram fogo e devastaram a retaguarda inimiga. Os espanhóis se retiraram e sofreram enormes baixas. Durante a perseguição, Gaston liderou uma carga de cavalaria contra uma unidade de infantaria espanhola em retirada. Seu cavalo tropeçou, ele caiu, foi baleado e morto. As baixas francesas chegaram a 9 000, enquanto os espanhóis perderam quase todo o seu exército, assim como Pedro Navarro, que foi capturado.
Embora a vitória francesa em Ravena tenha permitido que eles tomassem aquela cidade e outras cidades importantes na área, a morte de Gastão e mais de um terço de seu exército enfraqueceu fatalmente o poder francês no norte da Itália. Quando os suíços voltaram e se juntaram aos venezianos e juntos marcharam sobre Milão, o novo comandante francês La Police e seu exército desmoralizado fugiram de volta para o delfinado em junho.
Ironicamente, Fernando II de Aragão, cujas forças Gastão lutou em Ravena, casou-se com sua irmã Germano de Foix. Ela agora herdou a reivindicação de Gaston ao Reino de Navarra contra a família governante de Albret. Fernando invadiu Navarra e conseguiu conquistar e manter todos os seus territórios espanhóis.